# Sebastian Terteryan
Sebastian Terteryan (født 19. juni 2001) er en dansk amatørbokser med armensk afstamning. Han har opnået anerkendelse både nationalt og internationalt, med deltagelse i verdensmesterskaberne og fem europamesterskaber, hvor han har vundet to EM bronzemedaljer for Danmark.

## Opvækst
Sebastian Terteryan blev født som søn af den afdøde armenske landsholdsbokser Tigran Terteryan, der kom til Danmark i 1996 for at deltage i europamesterskaberne og forsøge at kvalificere sig til OL.
Efter en skuffende præstation blev Tigran i Danmark og fik senere sin familie til landet. Sebastian og hans tre brødre, herunder tvillingebroren Nikolai, har alle repræsenteret det danske bokse landshold i internationale turneringer. Sebastian begyndte sin boksekarriere som 9-årig og har ved siden af sin sport dimitteret fra Rosborg Gymnasium.

## Karriere
Sebastian Terteryan har repræsenteret Danmark ved flere store internationale mesterskaber, herunder verdensmesterskaberne og europamesterskaberne, hvor han har vundet to bronzemedaljer.
Han har deltaget i OL-kvalifikationer både frem mod Tokyo 2021 og Paris 2024, men uden at kvalificere sig. I 2024 blev han udvalgt som OL-flammebærer for Danmark af Danmarks idrætsforbund DIF.

## Personligt liv
Sebastian har en tvillingebror, Nikolai Terteryan, som også er en anerkendt bokser. Nikolai har opnået betydelige sejre, herunder guld ved European Games i 2023, og har kvalificeret sig til OL i Paris 2024. Brødrene har været genstand for stor medieopmærksomhed, da de har konkurreret om at sikre sig en plads ved OL, hvilket har skabt en unik rivalisering og samtidig fremhævet deres fælles dedikation til sporten.

### Ofring af OL-drømmen for broderskab
I 2023 traf Sebastian den vanskelige beslutning om at skifte vægtklasse for at undgå direkte konkurrence mod sin tvillingebror. Dette valg krævede en betydelig fysisk transformation, da Sebastian skulle tabe mere end 10% af sin kropsvægt.
Fra  71 kg-klassen til 63.5 kg-klassen, som var den næste tilgængelige OL vægtklasse. Selvom dette midlertidigt satte hans OL-drøm på pause, genoptog han senere kampen i en ny vægtklasse i 80-kg klassen (letsværvægt)
Sebastian tog sidenhen 17 kg på, blev dansk mester og nordisk mester, hvilket gav ham endnu en chance for at kvalificere sig til OL i Paris 2024.